# Diên Lạc
Diên Lạc là một xã thuộc tỉnh Khánh Hòa, Việt Nam.

## Lịch sử
Ngày 16 tháng 6 năm 2025, Ủy ban Thường vụ Quốc hội ban hành Nghị quyết số 1667/NQ-UBTVQH15 về việc sắp xếp các đơn vị hành chính cấp xã của tỉnh Khánh Hòa năm 2025 (nghị quyết có hiệu lực từ ngày 16 tháng 6 năm 2025). Theo đó, hợp nhất các xã Diên Thạnh, Diên Hòa vào xã Diên Lạc.

## Địa lý
Xã Diên Lạc có ranh giới với các xã:
- Phía Bắc giáp các xã Diên Lâm và Diên Điền
- Phía Nam giáp xã Suối Hiệp
- Phía Đông giáp xã Diên Khánh
- Phía Tây giáp xã Diên Thọ

Xã có diện tích 14,85 km², dân số năm 2025 là 23.325 người, mật độ dân số đạt 1.571 người/km².